# Равей (Нью-Джерсі)
Равей (англ. Rahway) — місто (англ. city) в США, в окрузі Юніон штату Нью-Джерсі. Населення — 29 556 осіб (2020).

## Географія
Равей розташований за координатами 40°36′26″ пн. ш. 74°16′50″ зх. д. / 40.60722° пн. ш. 74.28056° зх. д. (40.607152, -74.280531).  За даними Бюро перепису населення США в 2010 році місто мало площу 10,43 км², з яких 10,09 км² — суходіл та 0,34 км² — водойми.

### Клімат
| Клімат : Равей        | Клімат : Равей | Клімат : Равей | Клімат : Равей | Клімат : Равей | Клімат : Равей | Клімат : Равей | Клімат : Равей | Клімат : Равей | Клімат : Равей | Клімат : Равей | Клімат : Равей | Клімат : Равей | Клімат : Равей |
| Показник              | Січ.           | Лют.           | Бер.           | Квіт.          | Трав.          | Черв.          | Лип.           | Серп.          | Вер.           | Жовт.          | Лист.          | Груд.          | Рік            |
| Середній максимум, °C | 3,9            | 4,4            | 11,7           | 16,7           | 26,1           | 31,1           | 32,8           | 30,0           | 27,8           | 20,6           | 12,8           | 4,4            | 18,3           |
| Середній мінімум, °C  | −5,6           | −3,9           | 0,0            | 4,4            | 11,1           | 16,1           | 18,3           | 17,8           | 13,9           | 7,2            | 3,3            | −3,9           | 6,7            |
| Норма опадів, мм      | 74             | 71             | 97             | 97             | 97             | 86             | 122            | 107            | 94             | 76             | 94             | 89             | 1102           |
| --------------------- | -------------- | -------------- | -------------- | -------------- | -------------- | -------------- | -------------- | -------------- | -------------- | -------------- | -------------- | -------------- | -------------- |
| Джерело: Weatherbase  |                |                |                |                |                |                |                |                |                |                |                |                |                |

## Демографія
Згідно з переписом 2010 року, у місті мешкало 27 346 осіб у 10 533 домогосподарствах у складі 6812 родин. Було 11300 помешкань
Расовий склад населення:
| - 52,3 % — білих - 30,9 % — чорних або афроамериканців - 4,3 % — азіатів - 0,3 % — корінних американців - 8,4 % — осіб інших рас |

До двох чи більше рас належало 3,8 %. Частка іспаномовних становила 23,5 % від усіх жителів.
За віковим діапазоном населення розподілялося таким чином: 21,8 % — особи молодші 18 років, 64,7 % — особи у віці 18—64 років, 13,5 % — особи у віці 65 років та старші. Медіана віку мешканця становила 38,8 року. На 100 осіб жіночої статі у місті припадало 91,1 чоловіків;  на 100 жінок у віці від 18 років та старших — 87,1 чоловіків також старших 18 років.
Середній дохід на одне домашнє господарство  становив 75 448 доларів США (медіана — 60 374), а середній дохід на одну сім'ю — 87 341 долар (медіана — 74 115). Медіана доходів становила 51 169 доларів для чоловіків та 49 703 долари для жінок. За межею бідності перебувало 8,5 % осіб, у тому числі 11,5 % дітей у віці до 18 років та 8,0 % осіб у віці 65 років та старших.
Цивільне працевлаштоване населення становило 14 463 особи. Основні галузі зайнятості: освіта, охорона здоров'я та соціальна допомога — 21,1 %, транспорт — 12,1 %, роздрібна торгівля — 11,9 %.